# Sphaerion lentiginosum
Sphaerion lentiginosum är en skalbaggsart som beskrevs av Berg 1889. Sphaerion lentiginosum ingår i släktet Sphaerion och familjen långhorningar.
Artens utbredningsområde är Uruguay. Inga underarter finns listade i Catalogue of Life.